# Central Única dos Trabalhadores
A Central Única dos Trabalhadores (CUT) é uma entidade de representação sindical brasileira (é representante de parte dos sindicatos) fundada em 28 de agosto de 1983 na cidade de São Bernardo do Campo, no estado de São Paulo, durante o Primeiro Congresso Nacional da Classe Trabalhadora (Conclat).

## Organização
A Central Única dos Trabalhadores está presente em todos os 26 estados e no Distrito Federal, por meio das CUTs estaduais. No estado de São Paulo, a CUT possui subsedes regionais. A subsede de São Carlos, sendo que foi inaugurada em 9 de maio de 2013, abrange 24 cidades e 19 sindicatos da Região Central.